# IC 3661
IC 3661 је спирална галаксија у сазвјежђу Береникина коса која се налази на листи објеката дубоког неба у Индекс каталогу.
Деклинација објекта је + 22° 29' 42" а ректасцензија 12h 41m 35,6s. Привидна величина (магнитуда) објекта IC 3661 износи 15,8 а фотографска магнитуда 16,6.